# Cynorkis villosa
Cynorkis villosa Rolfe, 1906 è una pianta della famiglia delle Orchidacee, endemica del Madagascar.